# Nathalie Loiseau
Pour les articles homonymes, voir Loiseau.
 (juin 2022).
Il peut être nécessaire de l'améliorer pour respecter le principe de neutralité de point de vue. Veuillez consulter la page de discussion pour plus de détails.

Nathalie Loiseau, née Ducoulombier le 1er juin 1964 à Neuilly-sur-Seine (alors dans le département de la Seine), est une haute fonctionnaire et femme politique française.
Diplomate, elle travaille pendant vingt-six ans au ministère français des Affaires étrangères. Elle est notamment, pendant la guerre d'Irak en 2003, porte-parole de l'ambassade de France aux États-Unis où elle contribue à apaiser les tensions induites par le refus de la France de s'associer aux forces américaines. En 2011, elle est nommée directrice générale de l'administration du Quai d'Orsay, une fonction qu’elle abandonne l'année suivante pour prendre la direction de l'École nationale d'administration.
De 2017 à 2019, elle est ministre chargée des Affaires européennes dans le second gouvernement Édouard Philippe. Elle quitte le Gouvernement pour conduire la liste de la majorité aux élections européennes de 2019. Elle arrive en deuxième position de ce scrutin (22 %), derrière celle du Rassemblement national (23 %).
Elle rejoint en 2021 le parti Horizons, fondé par l'ancien Premier ministre Édouard Philippe. Elle est réélue députée européenne en 2024.

## Biographie

### Origines et débuts
Nathalie Lydie Jeanne Ducoulombier naît le 1er juin 1964 à Neuilly-sur-Seine. Elle est la fille de Claude Ducoulombier, banquier, et de Josée Prat.
Élève au lycée Carnot à Paris, Nathalie Loiseau obtient son baccalauréat à l'âge de 16 ans. Elle intègre l'Institut d'études politiques de Paris, dont elle sort diplômée en 1983, puis étudie le mandarin à l'Institut national des langues et civilisations orientales,. À l'âge de 19 ans, en 1983, Nathalie Loiseau trouve un emploi dans la mode. Elle livre peu de détails de cette courte carrière dans ce secteur, hormis le souvenir d'avoir livré une robe à l'actrice Marlene Dietrich.
Elle épouse le 24 juillet 1992 Bertrand Loiseau, directeur exécutif adjoint à l'innovation de l'Agence française de développement. Catholique pratiquante, Nathalie Loiseau a quatre enfants : les trois premiers, dont des jumeaux, sont nés au Sénégal et le dernier aux États-Unis.

#### Au sein du ministère des Affaires étrangères
En 1986, à 22 ans, elle réussit le concours du Quai d'Orsay. Elle est notamment en poste à Jakarta, de 1990 à 1992, où elle rencontre son futur mari. Elle est ensuite secrétaire d’ambassade en Indonésie, au Sénégal et au Maroc. À Dakar, elle se lie d’amitié avec la femme de lettres Catherine Clément. Dans le cadre du conflit en Casamance, elle prend part à la médiation française visant à rétablir la paix dans la région. Envoyée au Maroc, elle est chargée du suivi de la situation au Sahara occidental.
En 1993, elle est la benjamine du cabinet du ministre des Affaires étrangères Alain Juppé.
Elle est d'août 2002 à juillet 2007 responsable du service de presse et porte-parole de l’ambassade de France aux États-Unis. En 2003, pendant la guerre d'Irak à laquelle ne s'est pas associée la France, l'administration et l'opinion publique américaines deviennent hostiles. Nathalie Loiseau et l'ambassadeur, Jean-David Levitte, réagissent : « Bush, le Congrès et le troisième pouvoir étaient contre nous. Et tous les gourous de la com nous conseillaient de laisser passer », explique Jean-David Levitte. « Avec Nathalie, qui dirigeait le service de communication, nous avons décidé de riposter. Et nous avons gagné. Tout ce temps, elle est restée d’un calme et d’une sérénité à toute épreuve. Elle a du sang-froid ». Initiative inhabituelle, Jean-David Levitte et Nathalie Loiseau rédigent ensemble une lettre ouverte via le Washington Post. La campagne anti-française se calme.
Alain Juppé lui confie en novembre 2011 la fonction de directrice générale de l'administration du ministère des Affaires étrangères,. Elle en est évincée fin août 2012. À ce sujet, une de ses amies diplomates évoque « le fait du prince, Laurent Fabius ».

#### Directrice de l'ENA
Le 3 octobre 2012, sans en être une ancienne élève, elle est nommée directrice de l’École nationale d’administration (ENA). Elle s'engage à réformer à la fois le contenu des enseignements et le processus de recrutement. Elle dit vouloir « prêter attention aux élèves et leur enseigner le management. Ils sont intelligents, mais cela ne suffit pas à faire d'eux de bons managers ». Elle s’attelle également à réformer les concours d'entrée pour renforcer l'égalité des chances. En 2019, elle livre son retour d'expérience lors de sa prise de fonction au sein de la direction de l'école en déclarant : « Je n’ai pas été accueillie avec des fleurs, en n’étant pas ancienne élève, femme et moins de 50 ans, j’avais l’impression d’être une romanichelle quand je suis arrivée à la tête de l’ENA ».

### Parcours politique

#### Débuts
En 1984, aux côtés notamment de Christophe Bay, un haut fonctionnaire ayant contribué officieusement au programme de Marine Le Pen en 2017, Nathalie Loiseau est candidate aux élections étudiantes de l'Institut d'études politiques de Paris sous l’étiquette de l'Union des étudiants de droite,. En 2019, cette dernière est décrite par Mediapart comme « un syndicat né sur les cendres du GUD », une organisation étudiante française d'extrême droite réputée pour ses actions violentes et étant alors proche du Front national. L'entourage de Nathalie Loiseau dément l'information dans un premier temps mais, confrontée au document de Mediapart, elle finit par reconnaître « une erreur de jeunesse ». Elle affirme n'avoir à l'époque « pas perçu » la couleur politique de ce mouvement,,. Elle s'indigne également que ses détracteurs remettent en cause son engagement politique en déclarant : « J’entends certains aujourd’hui me prêter une proximité avec l’extrême droite. C’est révoltant. C’est le contraire de ma vie et de mon engagement depuis trente-cinq ans ».
En 1989, elle se présente aux élections européennes sous son nom patronymique Nathalie Ducoulombier. Elle figure en 49e position sur la liste fédéraliste « Initiative pour une démocratie européenne », menée par Franck Biancheri et sur laquelle figure l'éditorialiste Élisabeth Lévy. La liste obtient 0,17 % des suffrages et finit dernière.

#### Ministre chargée des Affaires européennes

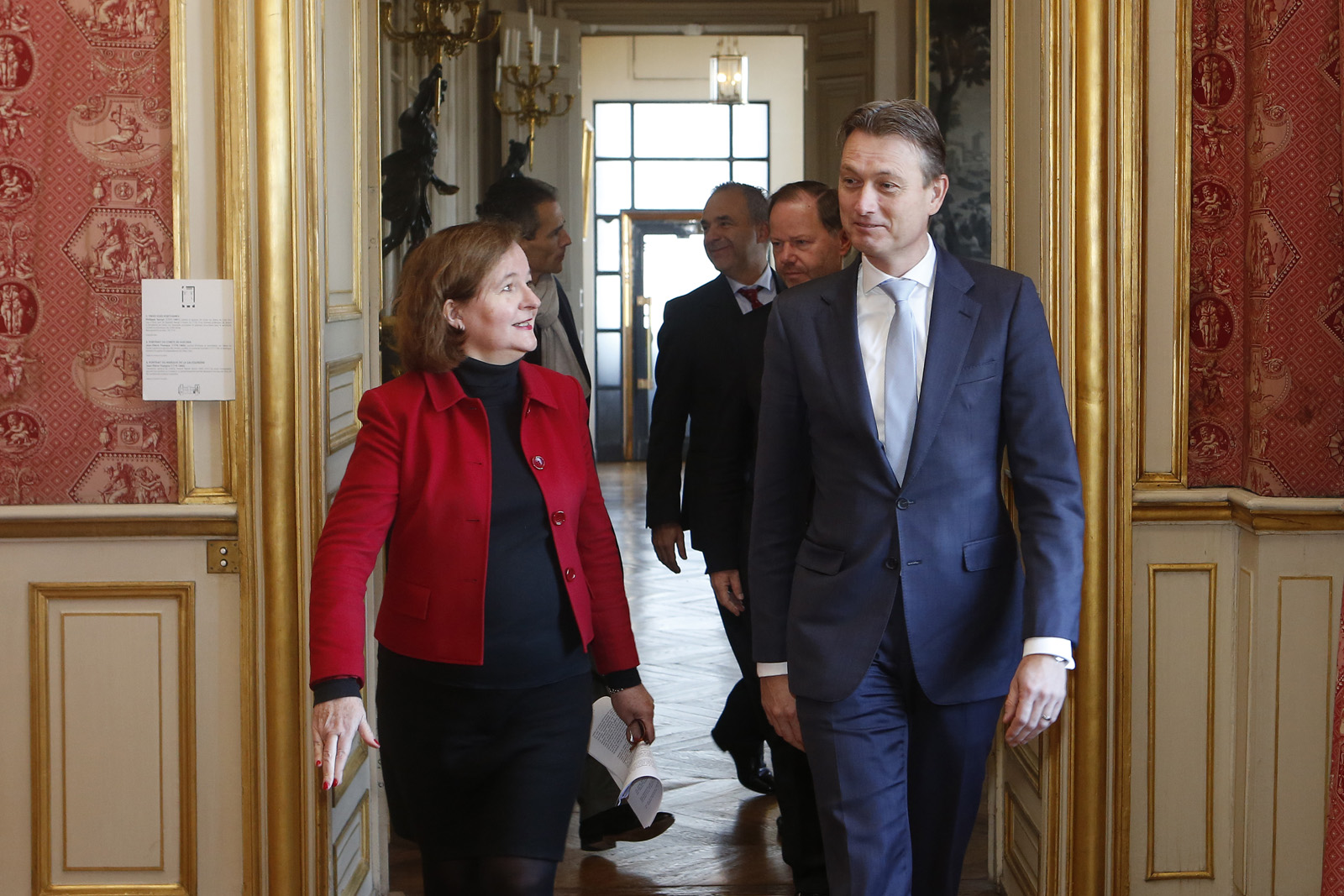
Nathalie Loiseau et le ministre néerlandais des Affaires étrangères, Halbe Zijlstra, en 2017.

Le 21 juin 2017, elle est nommée ministre chargée des Affaires européennes dans le second gouvernement Édouard Philippe, pendant la première présidence d'Emmanuel Macron,.

#### Élections européennes de 2019
Son nom est régulièrement avancé dès février 2019 pour devenir tête de liste aux élections européennes. Elle démissionne du Gouvernement le 27 mars 2019, après avoir été investie à la tête de la liste La République en Marche - MoDem. Nathalie Loiseau est alors jugée peu charismatique lors de la campagne électorale,,,, ce qui pousse Emmanuel Macron à s'impliquer activement dans la campagne au point d’être considéré comme la véritable tête de liste de la majorité aux élections européennes, : il estime impératif que l’alliance LREM-MoDem-Agir-MR-AC arrive en tête du scrutin — une hypothèse longtemps privilégiée par les sondages — et apparaît seul sur des affiches électorales, un fait inédit pour ce type de scrutin.
Sa campagne électorale est marquée par plusieurs polémiques (usage de l'expression « Blitzkrieg positif »,,, accusation lancées par l'ancienne agente du ministère des affaires étrangère Françoise Nicolas,,,,). La liste qu'elle mène termine finalement en deuxième position derrière celle du Rassemblement national, avec 22,41 % des suffrages exprimés et 21 élus.

#### Députée européenne

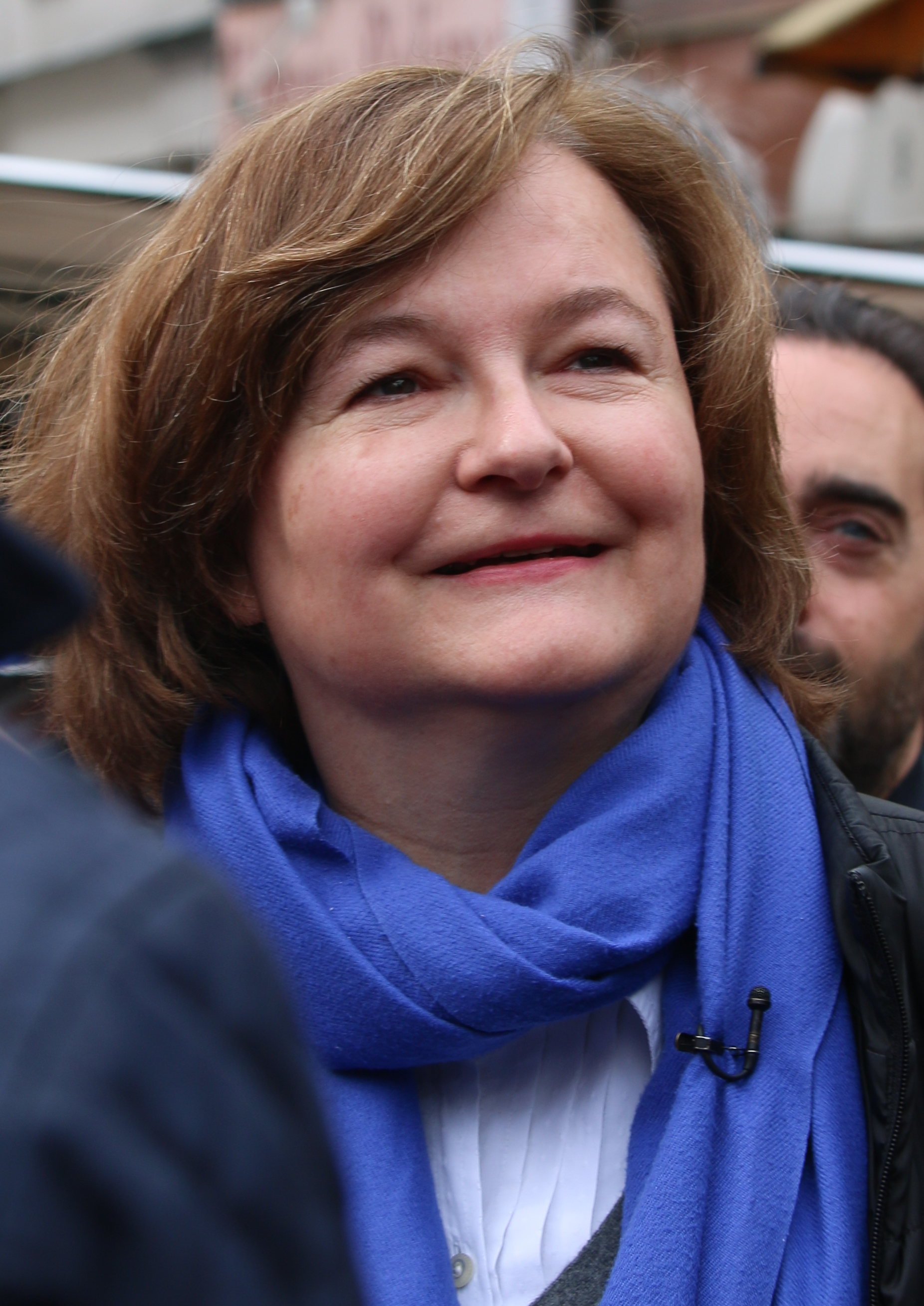
Nathalie Loiseau en 2019.

Le 13 juin 2019, avant son entrée en fonction comme députée européenne, Nathalie Loiseau renonce à la présidence du groupe centriste au Parlement européen. Cette décision intervient après plusieurs maladresses, notamment des critiques de sa part en off à l'endroit d'Angela Merkel, de Manfred Weber et des élus du groupe ADLE, dont l'ex-Premier ministre belge Guy Verhofstadt,,. Dans un premier temps, elle nie ses déclarations. Le 12 juin, Le Canard enchaîné confirme la véracité de ces propos peu diplomatiques. Sous pression, Nathalie Loiseau renonce à la présidence du groupe centriste. Les médias indiquent que l'Élysée est directement à l'origine de cette décision,. Elle renonce également à prendre la tête de la délégation des députés européens LREM. Elle choisit comme assistantes parlementaires Sixtine Dufay, qui exerça auprès de Philippe Juvin (LR), ayant depuis été remplacée, et Hélène Loncol, qui fut l'assistante d'Alain Lamassoure. Après sa défaite, Nathalie Loiseau admet des erreurs de communication en déclarant : « J'ai parlé cash et je le paie cash », estimant que le monde politique est « un milieu darwinien et malthusien ».
Elle occupe plusieurs postes au sein du parlement européen, notamment sur les questions de relations internationales. Elle est élue présidente de la sous-commission sécurité et défense du Parlement européen le 10 juillet 2019. Elle est également vice-présidente de la délégation pour les relations avec l'Assemblée parlementaire de l'OTAN. Elle est élue présidente de la nouvelle délégation permanente du Parlement européen à l'Assemblée parlementaire UE-Royaume-Uni (D-UK) le 9 décembre 2021 et devient à ce titre co-présidente du groupe de contact du Parlement européen sur le Royaume-Uni.
À partir de septembre 2019, elle devient la coordonnatrice du groupe Renew Europe au sein de la commission spéciale sur l’ingérence étrangère dans l’ensemble des processus démocratiques de l’Union européenne, y compris la désinformation.

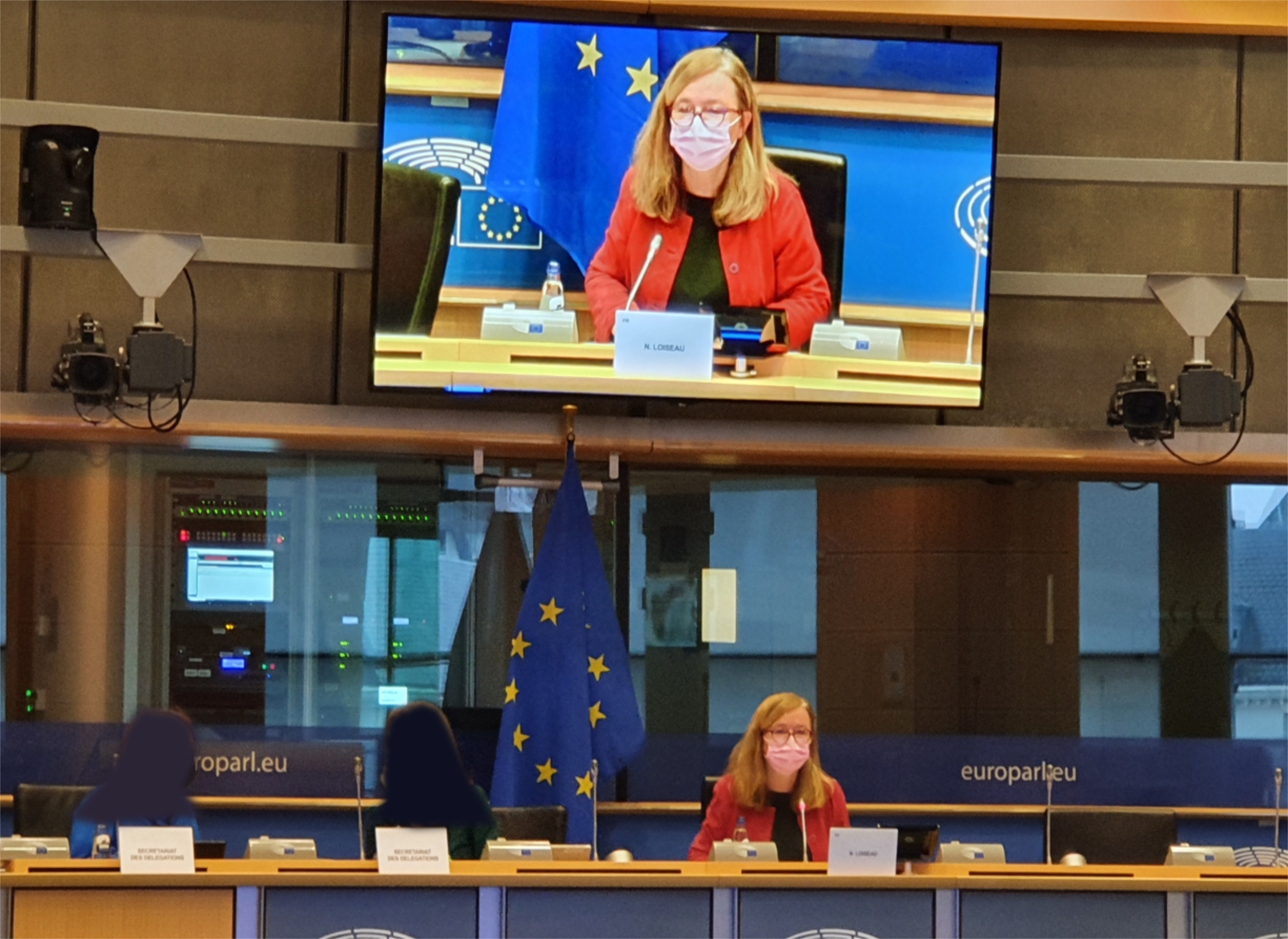
Nathalie Loiseau, après son élection à la présidence de la D-UK.

En 2022, elle met en garde l'Union européenne face au risque de « devenir une grosse Suisse molle » ; elle est contrainte de s'excuser auprès des Suisses après cette gaffe diplomatique.
Elle est cinquième sur la liste Besoin d'Europe aux élections européennes de 2024 et est réélue.
La présence du logiciel espion Pegasus est détectée en février 2024 dans son téléphone et celui de deux autres députées européennes à la suite d'une enquète du Parlement européen.
Elle est membre du conseil de l’ECFR.

## Prises de position

### Réforme de l'ENA
En 2019, lorsque le président de la République, Emmanuel Macron, annonce son intention de supprimer l’ENA, Nathalie Loiseau se dit « soulagée qu’on donne un coup de pied dans la fourmilière ». Selon un document retrouvé par Mediapart, elle disait cependant en 2017 : « Supprimer l’ENA devient l’argument des hommes politiques sans idées ou des journalistes sans culture ».

### Transition écologique
Lors de la campagne pour les élections européennes de 2019, Nathalie Loiseau se positionne en faveur d'une transition écologique plus importante. Elle affirme que seulement 1 % de l'épargne européenne est utilisée pour la transition écologique en mai 2019 et estime que 40 % du budget de l'Union européenne devrait être destiné à la transition écologique,.

### «Affaire» Benlazar
En février 2025, elle réagit sur X à la présence de l'humoriste Merwane Benlazar à la suite de son passage sur France 5 dans l'émission C à vous évoquant dans sa publication les droits des femmes « bafoués par les islamistes » avec une capture d'écran de l'émission montrant l'humoriste. Jugé sur son apparence, puis ses propos sur X, celui-ci sera évincé de France Télévisions. Ce dernier a reçu le soutien d’autres humoristes, parmi lesquels Guillaume Meurice et Alex Vizorek, ainsi que de responsables politiques de gauche.

## Synthèse des résultats électoraux

### Élections européennes
Les résultats ci-dessous concernent uniquement les élections où elle est tête de liste.
| Année | Parti | Parti                       | Circonscription | Voix      | %     | Rang | Sièges obtenus |
| ----- | ----- | --------------------------- | --------------- | --------- | ----- | ---- | -------------- |
| 2019  |       | LREM (MoDem-Agir-MR-UDE-AC) | France          | 5 079 015 | 22,42 | 2e   | 23 / 79        |

## Distinctions

### Décorations françaises
- Chevalier de la Légion d'honneur en 2010[68],[69]
- Officière de l'ordre national du Mérite[68]

### Décorations étrangères
- Commandeure de l'ordre du Dannebrog

### Prix
- Prix de la Femme d'influence 2014, catégorie « politique »[70],[71],[72]

## Publications
- Choisissez tout, Paris, JC Lattès, 2014, 250 p. (ISBN 978-2-7096-4484-6)
- La démocratie en BD (ill. Aki), Paris, Casterman, 2017, 45 p. (ISBN 978-2-203-13233-7)
- Le monde actuel en BD : L’Europe en BD (ill. Nathalie Desforges), Paris, Casterman, 2019, 50 p. (ISBN 978-2-203-19653-7, lire en ligne) (une bande dessinée pour enfants)[73]
- La guerre qu'on ne voit pas venir, Paris, L'observatoire, 19 octobre 2022 (ISBN 1032925175)